# 伯奇 (密蘇里州)
伯奇（英語：Burch）是位於美國密蘇里州韋恩縣的非建制地區。

## 歷史
伯奇的郵局於1908年設立，其後於1938年停運。

## 地理
伯奇所處的海拔為高於海平面201米（即659英呎），而該地所採用的時區為UTC-6，即北美中部時區（CST）。同時該地設有夏令時間，為UTC-6調快一小時，即UTC-5（CDT）。